# Collège de Beauvais
Collège de Beauvais (také nazývaná Collège de Dormans-Beauvais) byla jedna z kolejí bývalé pařížské univerzity. Dochovaná budova je památkově chráněna. Jedná se o kapli, kterou využívá rumunská pravoslavná církev jako chrám archandělů Michaela, Gabriela a Rafaela. Kolej sídlila v latinské čtvrti (5. obvod), v dnešní Rue Jean-de-Beauvais. Na přelomu 17. a 18 století byla jedním z center jansenismu.

## Historie

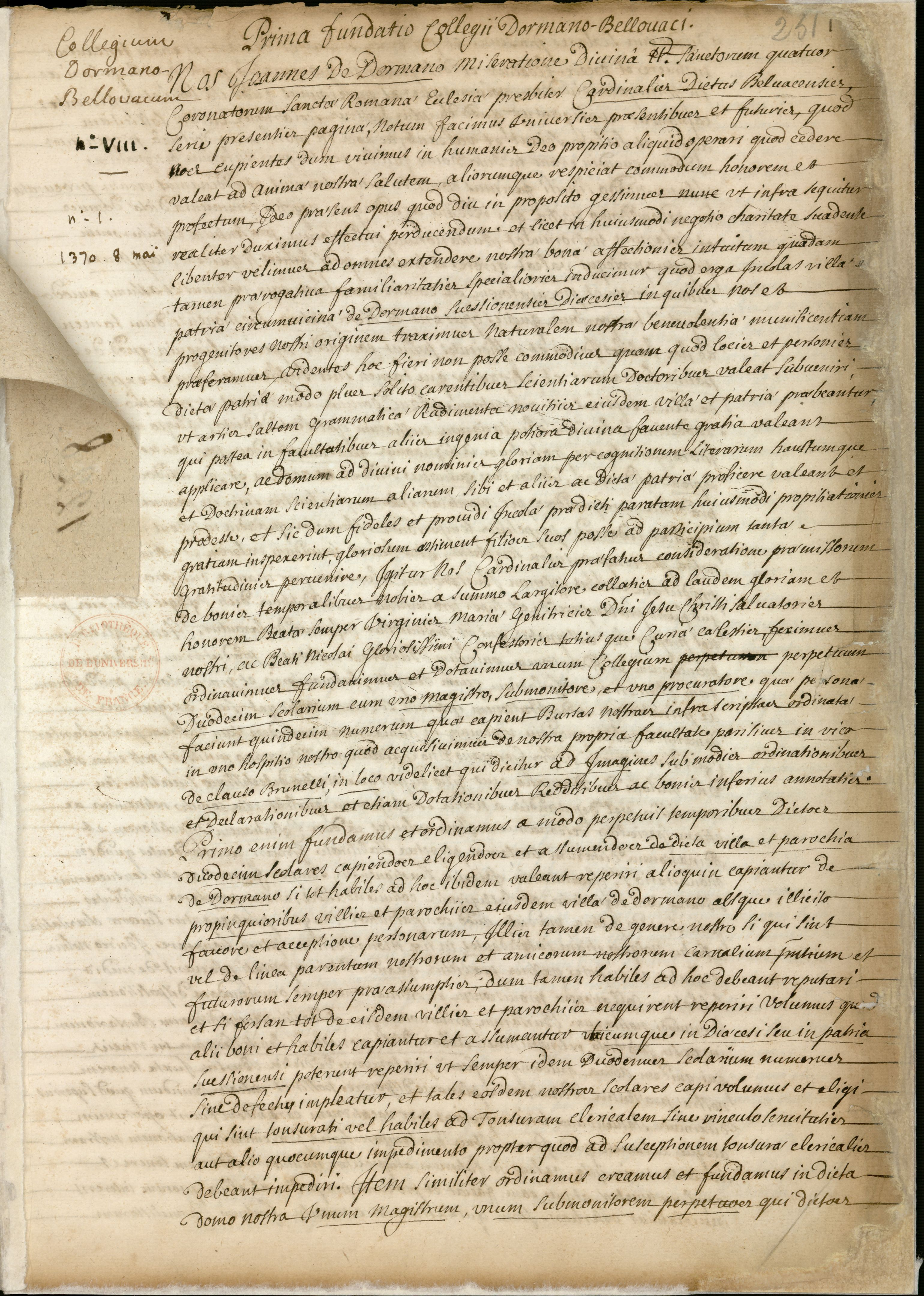
Založení a stanovy koleje Dormans-Beauvais (Knihovna Sorbonna).

Kolej založil 8. května 1370 Jean de Dormans, biskup z Beauvais a kancléř Francie. Součástí byla kaple sv. Jana Evangelisty - dnešní kostel svatých archandělů, který postavil roku 1375 architekt Raymond du Temple, podílel se též na stavbě hradů Louvre a Vincennes. Stejný stavitel postavil v roce 1381 samotné budovy koleje, které dnes již neexistují.
V 16. století se koleje Presles a Beauvais, které byly odděleny pouze zdí, propojily bránou, na čemž se dohodli děkan koleje Presles Petrus Ramus a děkan koleje Beauvais Omer Talon. Během náboženských válek kolej vedl protestant Nicolas Charton, zavražděný během bartolomějské noci.
Kolej byla uzavřena v roce 1763 a prodána koleji Lisieux, jejíž budova byla zbořena v roce 1762, aby se vytvořilo náměstí před kostelem Sainte-Geneviève, budoucím Pantheonem, a mohla se postavit budova právnické fakulty.

## Slavní studenti
- Nicolas Boileau
- Charles Perrault
- Cyrano z Bergeracu
- Louis Racine
- Louis Godin
- Jean Pierre de Bougainville
- Claude Nicolas Ledoux
- Edme Mentelle

## Bývalí učitelé
- teolog Godefroy Hermant zde učil v letech 1636-1639
- literát a historik Jean-Baptiste-Louis Crevier zde vyučoval rétoriku